# Протон (підводний транспорт)
ІБВ «Протон» — транспортний засіб для пересування під водою, буксирувальник водолаза. Розроблений в СРСР.

## Історія
Був розроблений в СРСР.
У 2018 році на виставці «Зброя та безпека» було представлено «Протон», модернізований силами Київського заводу автоматики. Він мав замінений двигун на перспективний електродвигун ДПК-УМ.

## Тактико-технічні характеристики
- Гранична глибина: 60 м
- Швидкість руху під водою: 2,4 вузла
- Дальність плавання: 11 миль

Двигун ДПК-УМ має характеристики:
- Тяга гвинта: 29 кгс